# Леонтьевское (Ярославский район)
Леонтьевское — деревня Ивняковского сельского поселения Ярославского района Ярославской области.

## География
Деревня находится в окружении сельскохозяйственных полей. В 240 метрах протекает река Сосновка.

## История
В 2006 году деревня вошла в состав Ивняковского сельского поселения образованного в результате слияния Ивняковского и Бекреневского сельсоветов.

## Население
| 2007 | 2010 |
| ---- | ---- |
| 0    | →0   |

### Историческая численность населения
По состоянию на 1859 год в деревне было 10 домов и проживало 56 человек.
По состоянию на 1989 год в деревне проживало 3 человека.

### Национальный и гендерный состав
Согласно результатам переписи 2002 года, в национальной структуре населения русские составляли 100 % из 1 чел., из них 1 мужчина.

## Инфраструктура
Основа экономики — личное подсобное хозяйство. По состоянию на 2021 год большинство домов используется жителями для постоянного проживания и проживания в летний период. Вода добывается жителями из личных колодцев.
Почтовое отделение №150507, расположенное в посёлке Ивняки, на март 2022 года обслуживает в деревне 7 домов.

## Транспорт
Дорога к деревне начинается после поворота с Юго-Западной окружной дороги М8 в районе деревни Ивановский Перевоз, между двух мостов через реку Которосль и реку Пахма, на автодорогу «Ярославль-Ширинье». По дороге встречаются повороты на Медведково, Иваново-Кошевники.
В 700 м от деревни находится остановка «Юркино», через которую проходят маршруты №№ 154 Ярославль-Главный — Ширинье, 154К Ярославль-Главный — Ширинье (через Курбу).